# 17807 Ericpearce
17807 Ericpearce è un asteroide della fascia principale. Scoperto nel 1998, presenta un'orbita caratterizzata da un semiasse maggiore pari a 2,7242897 UA e da un'eccentricità di 0,1263718, inclinata di 18,41157° rispetto all'eclittica.